# عمالقة
العماليق أو العمالقة أو عمليق هو اسم أطلقه العرب على قبائل البدو في بادية الشام والعراق الأقدمين، ويعتقد أن العموريين وعلى الهكسوس/العامو (الملوك الرعاة) إخوة لهم، وتلك المجموعات البدوية هي اجتاحت بادية العراق والشام ومدن فينيقيا وكنعان ثم احتلوا مصر وأسسوا إحدى أكبر الإمبراطوريات في العصر القديم، ومن تبقى من هولاء البدو القدماء العموريين وكذلك العمالقة والنبط اندمجوا مع غيرهم من العرب.
ترجع التوراة التي تفصل عادة في بيان أنساب الاقوام والقبائل السامية، العماليق إلى ذرية عيسو، وتقول: «وَكَانَتْ تِمْنَاعُ سُرِّيَّةً لِأَلِيفَازَ بْنِ عِيسُو، فَوَلَدَتْ لِأَلِيفَازَ عَمَالِيقَ». وجاء في التوارة أن الإمارة كانت في بني أليفاز بن عيسو، وتقول: «أُمَرَاءُ بَنِي عِيسُو بَنُو أَلِيفَازَ، بِكْرِ عِيسُو: أَمِيرُ تَيْمَانَ، وَأَمِيرُ أُومَارَ، وَأَمِيرُ صَفْوٍ، وَأَمِيرُ قَنَازَ، وَأَمِيرُ قُورَحَ، وَأَمِيرُ جَعْثَامَ، وَأَمِيرُ عَمَالِيقَ». وكان هؤلاء العمالقة يسكنون في جنوب فلسطين، وجاء في سفر التوارة عن منازلهم: « العَمالقةُ مُقيمونَ بأرضِ الجنوبِ، والحِثِّيُّونَ واليـبوسيُّونَ والأموريُّونَ مُقيمونَ بِالجبَلِ، والكنعانيُّونَ مُقيمونَ عِندَ البحرِ وعلى مَجرى الأُردُنِّ» (سفر العدد 13/29).
بينما الإخباريون العرب فقد اختلفوا في نسب العماليق، وفي ذلك قال ابن خلدون: «تقدّم لنا خلاف النسّابة في هؤلاء العمالقة وأنهم لعمليق بن لاوذ أو لعمالق بن أليفاز بن عيصو الثاني، لنسابة بني إسرائيل سار إليه علماء العرب. وأما الأمم الذين كانوا بالشام لذلك العهد، فأكثرهم لبني كنعان». ويروي ابن خلدون في الخلاف في نسب العمالقة لدى العرب، بقوله:« بنو إسرائيل ليس عندهم ذكر لعمالقة الحجاز وعندهم أنّ عمالقة الشام من ولد عملاق بن أليفاز- بتفخيم الفاء- ابن عيصو أو عيصاب أو العيص بن إسحاق بن إبراهيم عليه السلام، وفراعنة مصر منهم على الرأيين. وأمّا الكنعانيون الذين ذكر الطبري أنّهم من العمالقة، فهم عند الإسرائيليين من كنعان ابن حام، وكانوا قد انتشروا ببلاد الشام وملكوها، وكان معهم فيها بنو عيصوا المذكورون».
دون في أسفار التوراة الحوادث بالنقمة والحقد على العمالقة، ولذلك كانوا يحاولون الحط من شأنهم وتشويه سمعتهم. وقد جاء في سفر العدد (24/2): «عماليق أول الشعوب. وأما آخرته فالى الهلاك». ويقصد بذلك أن العمالقة كانوا أول شعب وقف في وجه بني إسرائيل الذين أخذوا، بعد خروجهم من مصر بقيادة النبي موسى في القرن الثالث عشر قبل الميلاد، يهاجمون العمالقة، ويعتدون على ممتلكاتهم.
وعلى من يرى إن العمالقة من مجموعة العموريين، فقد وصفوا بأنهم بدو رحل ويطلق عليهم أحيانا اسم «الكنعانيين الشرقين» حيث كانوا يتحدثون اللغة ذاتها ومع وجود فرق باللهجة بين العموريين والكنعانيين ولغتهم هي أيضا قريبة من اللغة العربية. وقد تبنى العموريين في مملكتي بابل وآشور اللغة الأكادية كلغة رسمية.
وقيل أنه كان منهم ملك مصر الذي عاصر النبي يوسف. وقيل انهم كانوا يسكنون الجزيرة العربية، وهم من أقدم الأمم التي سكنت الجزيرة العربية، عاصروا الأنبياء وتفرقوا في البلاد وحكموا بلدان كثيرة: اليمن، نجد، البحرين، عمان، مصر، فلسطين، سوريا، الحجاز، العراق.
ويذكر الطبري أن الذين سكنوا يثرب منهم هم من قبيلة جاسم، ويذكر ابن خلدون قبائل أخرى هي:
| - بنو لَفٍّ. - بنو هزان. - بنو سعد بن هزان. - بنو الغوث بن سعد بن هزان. - بنو مطر. | - بنو الأزرق. - بنو الأرقم. - بنو عفار. - بنو خيبر. - بنو قطران. | - بنو غفار. - بنو النار. - بنو حراق. - بنو راحل. - بنو عبيل. | - بنو السميدع. - بنو عمرو. - جرهم. - الكنعانيون. - الأموريين (العمور). |

ويرى الطبري أن جدهم عمليق هو أول من تكلم العربية، كما أن أسفار التوراة ذكرتهم عدة مرات وسمتهم باسمهم العماليق حيناً وباسم الجبارين حيناً آخر. وذكرت أسماء بعض زعمائهم ومدنهم العربية، فقد عاصروا دخول وخروج بني إسرائيل من وإلى مصر، واصطدموا معهم في معارك عدة بمنطقة سيناء خروجهم من مصر.
قال الطبري:
- عمليق أبو العماليق، كلهم أمم تفرقت في البلاد، وكان أهل المشرق وأهل عُمان وأهل الحجاز وأهل الشام وأهل مصر منهم؛ ومنهم كانت الجبابرة بالشام الذين يقال لهم «الكنعانيون»، ومنهم كانت الفراعنة بمصر، الأموريين العماليق البدو.

وقال أيضاً:
- والعماليق قوم عرب لسانهم الذي جبلوا عليه لسان عربي، وأن عمليق أول من تكلم العربية، فعاد وثمود والعماليق وأُميم وجاسم وجديس وطسم هم العرب.

وقال ابن خلدون في كتابه تاريخ ابن خلدون:
- ومن العماليق أمة جاسم، فمنهم بنو لف وبنو هزان وبنو مطر وبنو الأزرق وبنو الأرقم، ومنهم بديل وراحل وظفار، ومنهم الكنعانيون وبرابرة الشام وفراعنة مصر.

العماليق في الرواية التوراتية: شعب من أقدم سكان سورية الجنوبية ومن ذرية عيسو، وكانوا يقيمون في البدء قرب قادش جنوب غربي حمص. وكانوا ينتشرون في فلسطين عند مجيء العبرانيين من مصر.
العماليق في القرآن الكريم: ﴿قَالُوا يَا مُوسَى إِنَّ فِيهَا قَوْمًا جَبَّارِينَ وَإِنَّا لَنْ نَدْخُلَهَا حَتَّى يَخْرُجُوا مِنْهَا فَإِنْ يَخْرُجُوا مِنْهَا فَإِنَّا دَاخِلُونَ ۝٢٢﴾ (المائدة، الآية 22)، وأصل الجبار: المتعظم الممتنع عن القهر، يقال: نخلة جبارة إذا كانت طويلة ممتنعة عن وصول الأيدي إليها، وسمي أولئك القوم جبارين لامتناعهم بطولهم وقوة أجسادهم، وكانوا من العمالقة وبقية قوم عاد.

## العماليق في اللغة
كلمة عملاق في اللغة تعني الطويل، ويبدو أن قبائل العماليق كانت تتميز بشيء من الطول والجسامة، ويرى بعض المؤرخين الحديثين أن سكان الجزيرة العربية كانوا حتى عام 1600 قبل الهجرة ضخاماً، وبقي لهم أحفاد إلى ما بعد ذلك وعرفوا بهذا الاسم، وإن لم يكونوا يحملون ذلك القدر من الطول ولا يعمرون ما يعمر به أسلافهم. والعماليق في كتب التاريخ العربية من أحفاد «عمليق بن لاوذ بن إرم بن سام بن نوح». كانوا يسكنون الجزيرة العربية ثم رحلوا وسكنوا مع الأحفاد الآخرين لنوح في منطقة الرافدين ثم خرجوا مع مجموعات أخرى، وتكاثر أحفاد نوح حتى زاحم بعضهم بعضاً خرجوا من العراق.
عاد العماليق إلى الجزيرة العربية وانتشروا في أنحائها، وسكنت قبائلهم الكثيرة في نجد والبحرين وعمان واليمن وتهامة وبلغوا أطراف بلاد الشام. وأيضا انتشروا بمصر وكان منهم بعض حكام مصر أيضاً وهم الهكسوس.
أما في الرواية التوراتية فتنسبهم لجدهم عمليق وسمتهم باسمهم عمليق وذكرت أسماء بعض زعمائهم ومدنهم، وتذكر اصطدام قوم موسى معهم في معارك عدة في غزة وسيناء بعد خروجهم من مصر وحسب الكتب اليهودية قتل النبي داوود ملكهم جالوت (גָּלְיָת, جليت).
ذكر شعب عمليق في الكتب العبرية بوصفه شعباً معادياً، وقد عدَّهم بنو إسرائيل من أعدائهم:
- «فالآن إذهب واضرب عماليق، وحرموا كل ماله، ولا تعفُ عنهم، بل اقتل رجلاً وامرأة، طفلاً ورضيعاً، بقراً وغنماً، جملاً وحماراً» (صموئيل الأول 15).

وقد ورد في تفسير القرآن أن الأوصاف الخارقة، والتهويلات المبالغ فيها في وصف العماليق (العمالقة) التي كان يرددها بنو إسرائيل على ألسنتهم؛ إن هي إلا ذرائع وحجج يتحجج بها بنو إسرائيل، وليست حقيقية: 
"ولكن بنى إسرائيل هم بنو إسرائيل، مهما قيل لهم من ألوان الترغيب والترهيب فإن همتهم الساقطة وعزيمتهم الخائرة، وطبيعتهم المنتكسة لم تتركهم، فقد قالوا لنبيهم متذرعين بالمعاذير الكاذبة.
فقولهم لنبيهم: يا مُوسى إِنَّ فِيها قَوْماً جَبَّارِينَ وَإِنَّا لَنْ نَدْخُلَها حَتَّى يَخْرُجُوا مِنْها فَإِنْ يَخْرُجُوا مِنْها فَإِنَّا داخِلُونَ. وقوله: جَبَّارِينَ جمع جبار «والجبار صيغة مبالغة من جبر الثلاثي. ويطلق في اللغة على الطويل القوى العاتي الذي يُـجِـبر غيره على ما يريد. مأخوذ من قولهم: نخلة جبارة أي: طويلة لا ينال ثمرها بالأيدي. أي: قال بنو إسرائيل لنبيهم موسى- عليه السلام- إن الأرض التي وعدتنا بدخولها فيها قوم متغلبون على من يقاتلهم، ولا قدرة لنا على لقائهم، وإنا لن ندخل هذه الأرض المقدسة التي أمرتنا بدخولها مادام هؤلاء الجبارون فيها، فإن يخرجوا منها لأى سبب من الأسباب التي لا شأن لنا بها، فنحن على استعداد لدخولها في راحة ويسر، وبلا أدنى تعب أو جهد.
ولا شك أن قولهم هذا الذي حكته الآية الكريمة عنهم ليدل على منتهى الجبن والضعف، لأنهم لا يريدون أن ينالوا نصراً باستخدام حواسهم البدنية أو العقلية، وإنما يريدون أن ينالوا ما يبغون بقوة الخوارق والآيات، وأُمَّـةٌ هذا شأنها لا تستحق الحياة الكريمة، لأنها لم تقدم العمل الذي يؤهلها لتلك الحياة.
وفي ندائهم لنبيهم باسمه مجرداً قالُوا (يا مُوسى) سوء أدب منهم معه، حيث استهانوا بمقام النبوة فنادوه باسمه حتى يكف عن دعوتهم إلى الجهاد.

وفي قولهم وَإِنَّا لَنْ نَدْخُلَها حَتَّى يَخْرُجُوا مِنْها امتناع عن القتال بإصرار شديد، حيث أكدوا عدم دخولهم بحرف النفي (لَنْ) وجعلوا غاية النفي أن يخرج الجبارون منها، مع أن خروجهم منها بدون قتال أمر مستبعد، وهم لا يريدون قتالاً، بل يريدون دخولاً من غير معاناة ومجاهدة.".